# 暹邦县
暹邦县是柬埔寨上丁省下辖的一个县。
据1998年人口普查，此县共有13,517人。